# М60-16 «Камертон»
М60-16 «Камертон» — 60-мм миномёт украинского производства.

## История
После начала боевых действий на востоке Украины весной 2014 года было принято решение о увеличении численности государственных силовых структур и потребности в оружии увеличились. В 2015 году государственный концерн «Укроборонпром» объявил о намерении освоить выпуск военной продукции, соответствующей стандартам НАТО.
3 марта 2016 года на выставке оружия украинского производства в Киевском политехническом институте завод «Маяк» представил демонстрационные образцы пехотного и десантного вариантов 60-мм миномёта М-60. Было упомянуто, что миномёт спроектирован под 60-мм мины стандарта НАТО, производство которых планирует освоить Павлоградский химический завод.
В июне 2016 года концерн «Укроборонпром» сообщил о старте тестового внедрения на своих предприятиях технических стандартов НАТО серии AQAP-2000 при разработке, производстве, модернизации и ремонте вооружений и военной техники. 3 августа 2016 года директор завода «Маяк» А. Н. Перегудов сообщил в интервью, что разрабатываемый заводом 60-мм миномёт соответствует стандартам AQAP-2000. В этом же интервью было упомянуто, что серийное производство миномётов будет освоено в 2016 году и уже в 2016 году эти миномёты поступят в войска.
10 октября 2016 года было запатентовано крепление для перевозки 60-мм миномёта на корпусе бронетранспортёра типа БТР-80 или БТР-3 (в горизонтальном положении возле верхнего люка боевого отделения).
На проходившей 11-14 октября 2016 года в Киеве оружейной выставке «Зброя та безпека-2016» миномёт был представлен под наименованием М60 «Камертон».
17 октября 2017 года было объявлено о намерении вооружить 60-мм миномётами подразделения сил специальных операций Украины, 1 декабря 2017 года пресс-центр штаба АТО опубликовал видео учебных стрельб миномётного расчёта ССО Украины из 60-мм миномёта. Тем не менее, по официальным данным министерства обороны Украины, опубликованным в справочном издании «Белая книга Украины», в период до 2018 года 60-мм миномёты М60-16 для вооружённых сил не закупали и в войска не поставляли. В 2018 году пехотный вариант миномёта был включён в перечень образцов вооружения, проходивших государственные испытания для оценки возможности использования в сухопутных войсках.
В дальнейшем, миномёт был включён в перечень оружия, предлагаемого на экспорт государственной компанией «Спецтехноэкспорт».
20 августа 2020 года министерство обороны Украины сообщило о закупке для войск 60-мм пехотных миномётов МП-60.

## Описание
Миномёт разработан и предлагается в качестве оружия для сухопутных войск, аэромобильных подразделений и диверсионно-разведывательных групп.
Оружие представляет собой гладкоствольный миномёт, оснащённый прицелом МПМ-44М и предохранителем от двойного заряжания. Практическая скорострельность при ведении прицельной стрельбы составляет до 10 выстрелов в минуту, максимальная скорострельность — до 25 выстрелов в минуту.

## Варианты и модификации
- пехотный миномёт — первый демонстрационный образец, представленный в 2016 году имел массу 19 кг[3], однако после проведения испытаний в конструкцию внесли изменения (в частности, была изменена опорная плита). В результате, масса миномёта увеличилась до 20 кг[1][2][6].
- десантный миномёт — облегчённый вариант с укороченным стволом, без опорной двуноги[2], с опорной плитой меньшего размера и дальностью стрельбы 1 км. Масса миномёта составляет 8 кг[3].